# SS Athenia
El SS Athenia fue un transatlántico mixto británico perteneciente a la Donaldson Atlantic Line Ltd., arrendado por la Anchor Donaldson Line de Canadá como chárter para la repatriación de connacionales y americanos desde el Reino Unido en 1939. Fue el primer buque de nacionalidad británica hundido por la Alemania nazi tan solo 2 días después de ser iniciada la Segunda Guerra Mundial, ocasionando el llamado Incidente del Athenia, un incidente similar en algunos aspectos al hundimiento del RMS Lusitania en 1915.

## Historia
El SS Athenia fue botado en 1922 en Govan (Escocia) por los astilleros Fairfield Engineering Company, Ltd. para la Donaldson Atlantic Line para cubrir la ruta Quebec-Glasgow y Montreal-Liverpool. En 1935 pasó a formar parte de su sucesora New Donaldson Line Ltd. El SS Athenia poseía un buque gemelo, el SS Letitia, el cual fue transformado en buque hospital durante el conflicto.
Podía albergar con lujo unos 516 pasajeros en clase cabina y 1000 pasajeros en los entrepuentes de tercera clase, estaba tripulado por 315 hombres de mar. Para 1935, se modificaron los interiores para albergar 314 pasajeros en clase de lujo, 310 pasajeros en clase turismo y 929 en clase económica.

### Hundimiento

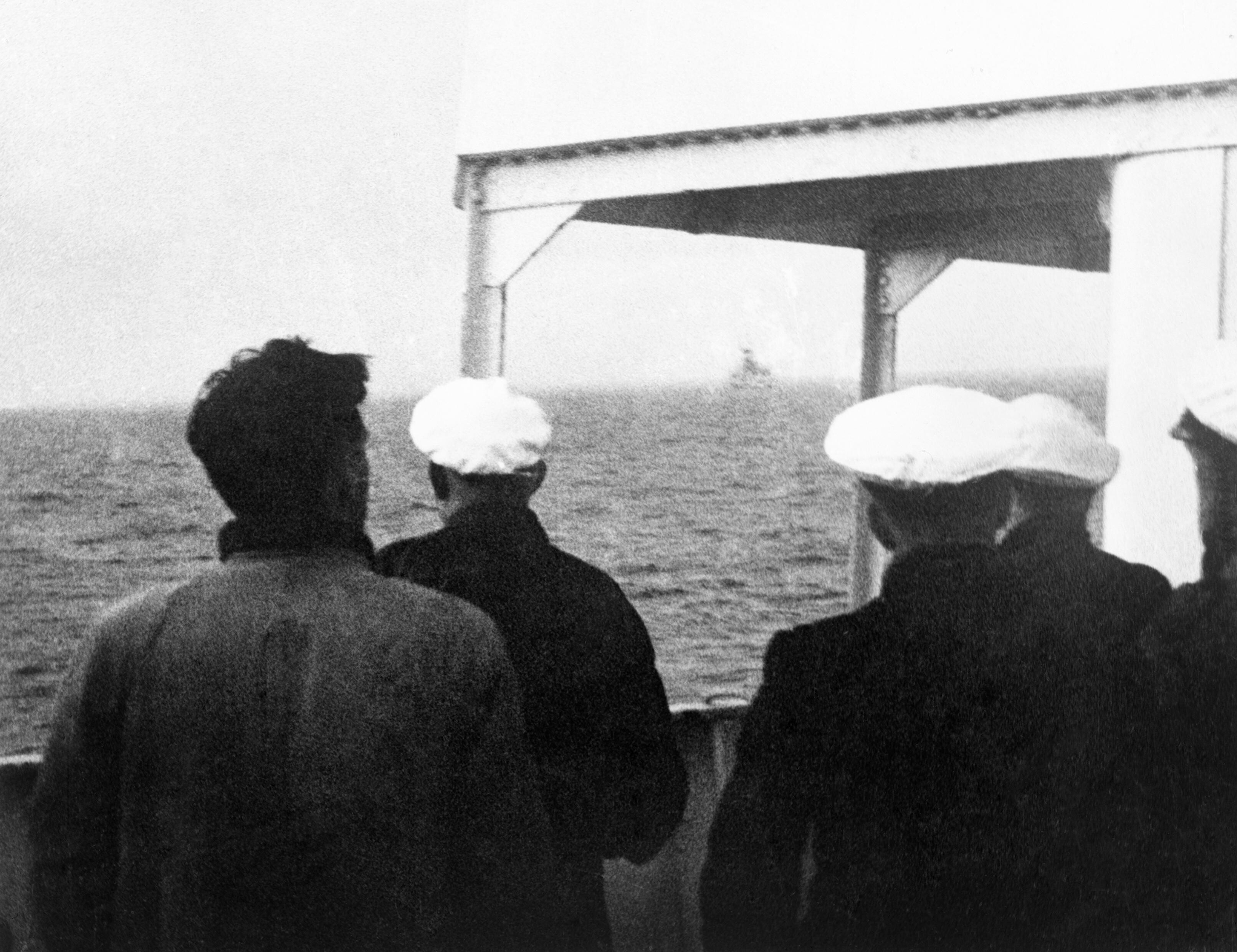
Marinos observan el hundimiento del SS Athenia a la distancia.

El 1 de septiembre de 1939, mientras Alemania invade Polonia iniciando la Segunda Guerra Mundial, el SS Athenia estaba en Glasgow embarcando pasajeros de nacionalidad canadiense y americana estando al mando del capitán James Cook. Había embarcado un total de 792 pasajeros más 311 estadounidenses para ser repatriados en un viaje chárter. Terminado el embarque zarpó a Liverpool para  volver a zarpar rumbo a Montreal el 2 de septiembre al mediodía.
Mientras navegaba el 3 de septiembre por la mañana, Inglaterra declaró la guerra a Alemania, un mensaje llegado al puente del SS Athenia del Almirantazgo daba aviso del estado de guerra y las medidas a tomar, por lo que el capitán Cook resolvió tomar medidas de seguridad para evitar ser avistados por unidades enemigas mientras estaba en aguas consideradas hostiles. Las medidas de seguridad recomendadas por el almirantazgo a Cook eran las habituales de un navío en tiempos de guerra.
Se redoblaron las guardias, Cook ordenó arribar más hacia el norte y  se comenzó un rumbo en zigzag y se instruyó a los pasajeros a no dejar entrever alguna luz o fumar en cubierta para cuando anocheciera.
La anochecida sorprendió al SS Athenia navegando ya a 400 km de la costa escocesa y a 97 km al sur entre las islas de Rockall y Tory fue detectado por el submarino alemán U-30 comandado por Fritz-Julius Lemp. Al observar su probable objetivo, Lemp supuso que se trataba de un buque de guerra, probablemente un crucero auxiliar británico en servicio ya que navegaba a oscuras,  en zigzag y navegando en rutas no ordinarias. 
El Almirantazgo alemán había instruido claramente a sus comandantes de submarinos presentes en altamar que debían respetar el Convenio de Ginebra respecto de atacar blancos navales no sin antes confirmar mediante protocolos convenidos su naturaleza y nacionalidad.   Lemp ordenó al submarino estando en superficie preparar un ataque de torpedos, a las 19:40 horas Lemp lanzó un torpedo con el tubo de popa al blanco, este hizo blanco a babor y a popa del SS Athenia desintegrando los mamparos de la sala de máquinas dejando el buque totalmente a oscuras mientras escoraba lentamente. Lemp lanzó un cañonazo con su cañón de 88 mm pretendiendo volar la caseta de radio pero dio de refilón en el mástil de proa.
Lemp y los oficiales se sorprendieron al escuchar el griterío de los condenados pasajeros, en su mayoría mujeres y niños al acercarse discretamente al buque siniestrado y se dio cuenta de que había torpedeado un transatlántico de pasajeros, por lo que resolvió no interferir sus llamados de auxilio ni rematar el navío alejándose sigilosamente de su víctima.
El capitán Cook creyendo erróneamente que el transatlántico no tardaría en irse a pique ordenó el abandono del buque lo que se tradujo en pánico generalizado y desorden en bajar los botes ocasionando más víctimas. En total habían fallecido o desaparecido unas 112 personas, 60 de ellas después de abandonar el buque por errores humanos,  28 eran de nacionalidad norteamericana.
Las señales de socorro del SS Athenia fueron captadas por el petrolero noruego MS Knute Nelson quien retransmitió a otros buques circundantes, 4 horas después arribaba al lugar rescatando 430 sobrevivientes; pero matando a 50 de ellos cuando un bote salvavidas fue atrapado por una de sus hélices.
Luego se sumó el carguero americano   SS Flynt City a los que se sumaron los destructores ingleses HMS Electra (H27) y HMS Escort (H66). También participó el velero sueco Southern Cross a cuyo costado se volcó un bote salvavidas provocando otras 10 muertes , entre todos los buques rescataron unos 1306 sobrevivientes. 
El SS Athenia  se hundió manteniéndose adrizado a popa a las 10:40 de la mañana del 4 de septiembre, 14 horas después del torpedeamiento lo que permitió  que se salvara un gran número de pasajeros.

## Consecuencias

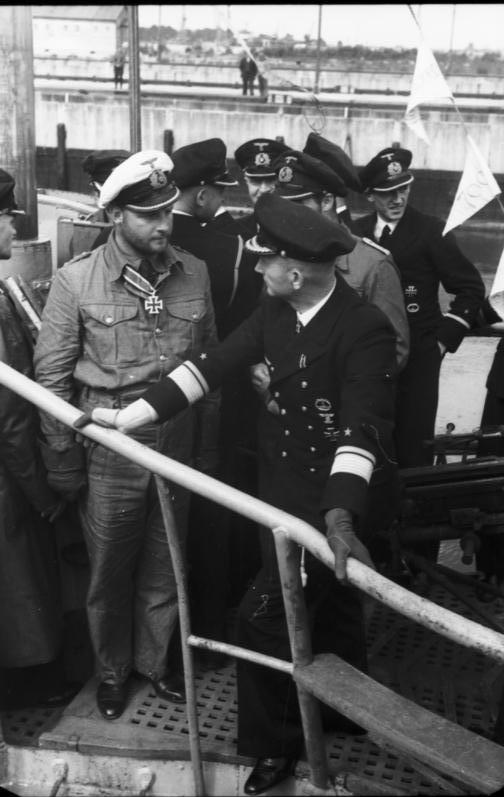
Julius Lemp junto al almirante Karl Dönitz en la barandilla del U-30 (agosto de 1940).

La noticia del hundimiento del SS Athenia provocó una airada reacción internacional que recordó el incidente del Lusitania en 1915, los más sorprendidos fueron el gran almirante Erich Raeder, el almirante Karl Dönitz y el mismo gobierno de Hitler quienes creyeron en un primer momento que era un ardid británico para que Estados Unidos entrara en la guerra.
Estados Unidos y sus aliados enviaron notas de protesta diplomática por el incidente del SS Athenia. Al arribar el U-30 a Kiel se confirmó las sospechas, Lemp fue duramente amonestado por sus errores de reconocimiento. Hitler temiendo que Estados Unidos entraran en guerra con Alemania encubrió las responsabilidades cometidas por Lemp negando el hecho y  ordenó personalmente  a Dönitz que no se torpedeara a ningún transatlántico sea cualquiera la situación en que se encontrase y restringió las operaciones de los U-boote. Este edicto se mantendría hasta agosto de 1940.